# پرویشدرف
پرویشدرف (به فرانسوی: Preuschdorf) یک کمون در فرانسه با جمعیت ۹۵۰ نفر است که در Canton of Wœrth واقع شده‌است.